# ラッチャダーピセーク
タイ語のラッチャダーピセーク（รัชดาพิเษก）とはラッチャダ（รัชดะ、銀）とアピセーク（อภิเษก、即位）を掛け合わせた合成語である。具体的には即位25周年記念を意味する言葉として用いられている。
特にラーマ9世（プーミポンアドゥンラヤデート）の即位25周年記念にこの語が用いられ、その後、ラッチャダーピセークを冠する教育施設等が多数誕生した。なおバンコクにはこの語が用いられたラッチャダーピセーク通りがある。